# یواس‌اس سانتی (۱۸۵۵)
یواس‌اس سانتی (۱۸۵۵) (به انگلیسی: USS Santee (1855)) یک کشتی بود که طول آن ۱۹۰ فوت (۵۸ متر) بود. این کشتی در سال ۱۸۵۵ ساخته شد.